# Deinodrilus suteri
Deinodrilus suteri är en ringmaskart som beskrevs av Benham 1906. Deinodrilus suteri ingår i släktet Deinodrilus och familjen Acanthodrilidae. Inga underarter finns listade i Catalogue of Life.